# HMS Captain (1743)
La HMS Captain è stata un vascello di terza classe da 70 cannoni della Royal Navy britannica, da non confondersi con navi omonime che, nei secoli precedenti e successivi, sono state in servizio nella stessa. Costruita nei cantieri di Woolwich, venne varata nel 1743 secondo le Disposizioni del 1719. Nel 1760 venne ridotta al rango di 64 cannoni e nel 1777 venne rinominata HMS Buffalo e utilizzata come nave deposito. Venne dismessa nel 1783.